# Salpausselkä-Schanzen
Die Salpausselkä-Schanzen (finnisch Salpausselän hyppyrimäet „Sprungschanzen Salpausselkä“) sind eine Skisprungschanzenanlage im finnischen Lahti. Benannt sind sie nach dem Höhenzug Salpausselkä, auf dem sie errichtet wurden.
Alljährlich finden dort die Lahti Ski Games statt, zwischen 1997 und 2010 wurde in deren Rahmen mit Unterbrechungen auch das Auftaktspringen des Nordic Tournament ausgetragen.
Bei den Nordischen Skiweltmeisterschaften 2017 wurden auf der Salpausselkä-Schanze nach 1926, 1938, 1958, 1978, 1989 und 2001 zum siebten Mal die Sprungwettbewerbe abgehalten.

## Geschichte

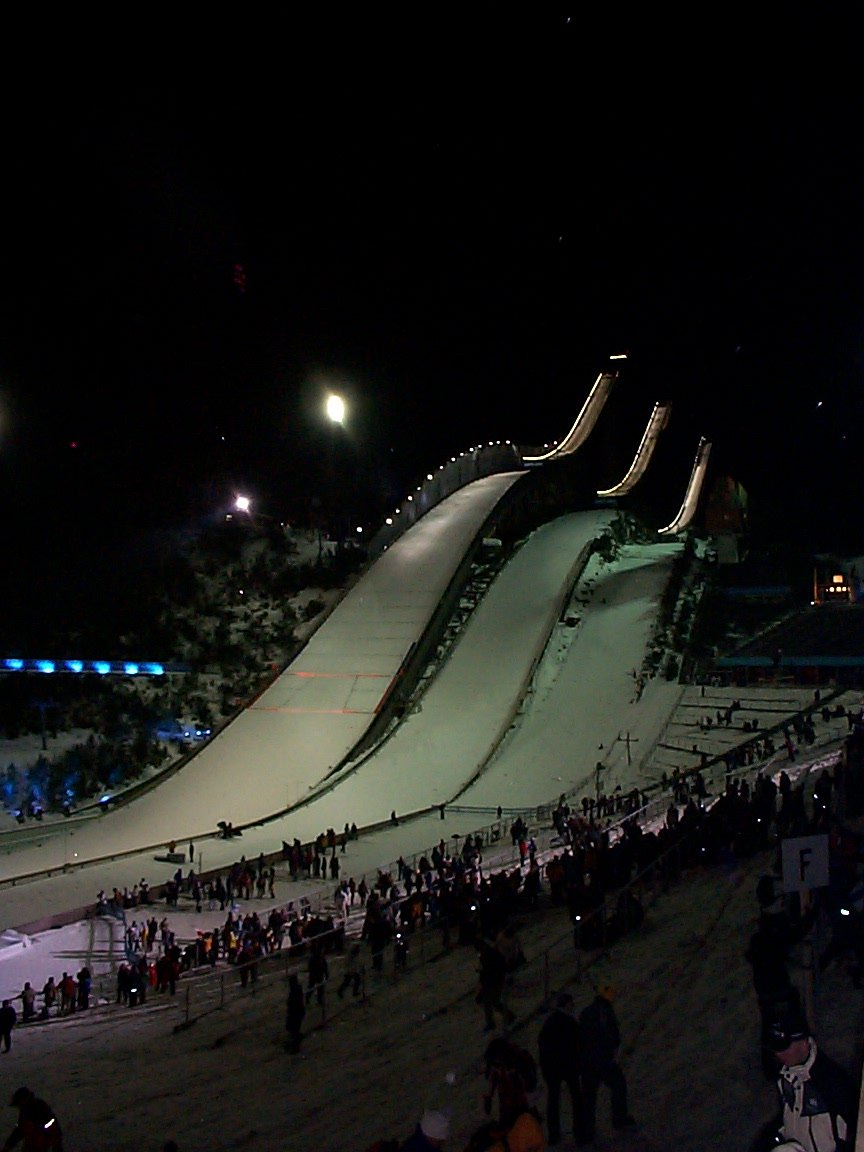
Die Schanzen während den Nordischen Skiweltmeisterschaften 2001

Im Jahr 1923 fanden die Lahti Ski Games zum ersten Mal statt, dort gab und gibt es neben dem Skispringen auch Bewerbe im Skilanglauf und der Nordischen Kombination. 1926 wurden die Nordischen Skiweltmeisterschaften erstmals in Lahti ausgetragen, und machten die südfinnische Stadt damit zum internationalen Wintersportzentrum. Für den Siegsprung auf der Normalschanze reichte damals eine Weite von 38,5 Metern.
1938 wurden Schanzen und Skistadion für die zweite Nordische Ski-WM in Lahti neu errichtet und vor rund 100.000 Zuschauern erstmals wettkampfmäßig besprungen. Selbst in den Kriegsjahren wurden Skisprungwettbewerbe ausgetragen, vor allem nationale Meisterschaften, wobei viele Springer direkt von der Front kamen.
1957 wurden Schanzen und Sprungstadion ein weiteres Mal radikal erneuert, 1958 fand einmal mehr die Nordische WM in Lahti statt. Das Springen auf der Normalschanze wurde von Lokalmatador Juhani Kärkinen gewonnen.
1971 erfolgte der Neubau an ihrer heutigen Stelle, es wurden jetzt eine K90 und eine K70 errichtet. 1978 fand die vierte Nordische Ski-WM in Lahti statt.
1985 wurden schließlich die Schanzen in der heutigen Form errichtet, also eine HS 130, eine HS 97 und eine HS 70. Alle drei Bakken sind mit Matten belegt. Seitdem wurden immer wieder kleinere Profilanpassungen durchgeführt um die Schanzen auf dem aktuellen Stand der Technik zu halten.
2001 fanden in Lahti zum sechsten Mal die Nordischen Skiweltmeisterschaften statt, was einen Rekord darstellte. Für die Austragung der Nordischen Skiweltmeisterschaften 2017 bewarb sich Lahti erneut um die Austragung und erhielt 2012 den Zuschlag für diese Weltmeisterschaften.

## HS 130 (Großschanze)
Seit Gründung des Weltcups in der Saison 1979/80 findet man die Große Salpausselkä-Schanze regelmäßig im Kalender. Zwischen 1997 und 2010 fand hier achtmal das Auftaktspringen des Nordic Tournament statt.

### Technische Daten
| Große Salpausselkä-Schanze (HS 130) | Große Salpausselkä-Schanze (HS 130) |
| Anlauf                              | Anlauf                              |
| ----------------------------------- | ----------------------------------- |
| Anlauflänge                         | 89,9 m                              |
| Anlaufgeschwindigkeit               | 93,0 km/h                           |
| Schanzentisch                       |                                     |
| Tischhöhe                           | 3,41 m                              |
| Tischlänge                          | 6,45 m                              |
| Neigung des Schanzentisches (α)     | 10,5°                               |
| Aufsprung                           |                                     |
| Hillsize                            | 130 m                               |
| Konstruktionspunkt                  | 116 m                               |
| Juryweite                           | 130 m                               |
| K-Punkt Neigungswinkel (β)          | 34,7°                               |

### Offizielle Schanzenrekorde
- Herren: 138,0 m –  Johann André Forfang, 4. März 2017 (WM)
- Damen: 135,5 m –  Nika Prevc, 20. März 2025 (Weltcup)

### Schanzenrekordentwicklung
Entwicklung des offiziellen Schanzenrekordes seit 2001.
| Jahr | Name                 | Weite   |
| ---- | -------------------- | ------- |
| 2001 | Adam Małysz          | 130,5 m |
| 2001 | Martin Schmitt       | 131,0 m |
| 2001 | Ville Kantee         | 132,0 m |
| 2003 | Adam Małysz          | 132,0 m |
| 2005 | Janne Ahonen         | 132,0 m |
| 2005 | Adam Małysz          | 132,0 m |
| 2006 | Andreas Widhölzl     | 132,0 m |
| 2006 | Andreas Widhölzl     | 135,5 m |
| 2017 | Johann André Forfang | 138,0 m |

Am 29. Februar 2008 stellte der Nordische Kombinierer Eric Frenzel bei einem Weltcup der Nordischen Kombination den damaligen Schanzenrekord von Andreas Widhölzl ein.
Am 16. März 2025 sprang Markus Müller beim Continental-Cup-Springen mit 138,5 Metern die höchste je erzielte Weite.

## HS 100 (Normalschanze)
Die Normalschanze besitzt noch ein gültiges FIS-Zertifikat. Gelegentlich werden auch noch internationale Wettkämpfe auf ihr ausgetragen. Unter anderem wurden 2009, 2012 und 2016 Weltcup-Bewerbe von der Großschanze auf die Normalschanze verlegt; 2009 fand somit wie schon 1999 und 2000 der Auftaktwettbewerb zum Nordic Tournament auf dieser Schanze statt.

### Technische Daten
| Normalschanze (HS 100)          | Normalschanze (HS 100) |
| Anlauf                          | Anlauf                 |
| ------------------------------- | ---------------------- |
| Anlauflänge                     | 83,25 m                |
| Anlaufgeschwindigkeit           | 88,2 km/h              |
| Schanzentisch                   |                        |
| Tischhöhe                       | 3,4 m                  |
| Tischlänge                      | 6,1 m                  |
| Neigung des Schanzentisches (α) | 10,8°                  |
| Aufsprung                       |                        |
| Hillsize                        | 100 m                  |
| Konstruktionspunkt              | 90 m                   |
| Juryweite                       | 100 m                  |
| K-Punkt Neigungswinkel (β)      | 33,5°                  |

### Offizielle Schanzenrekorde
- Herren: 103,5 m –  Kamil Stoch, 24. Februar 2017 (WM-Qualifikation)
- Damen: 99,5 m –  Sara Takanashi, 19. Februar 2016 (Weltcup) und  Maren Lundby, 24. Februar 2017 (WM)

## Weitere Schanzen
Zusätzlich zu den oben behandelten Schanzen gibt es im Areal noch folgende Schanzen: K64, K38, K25, K15, K8, K6. Die gesamte Anlage dient als wichtigstes Trainingszentrum für den finnischen Skisprungsport.

## Besonderheiten

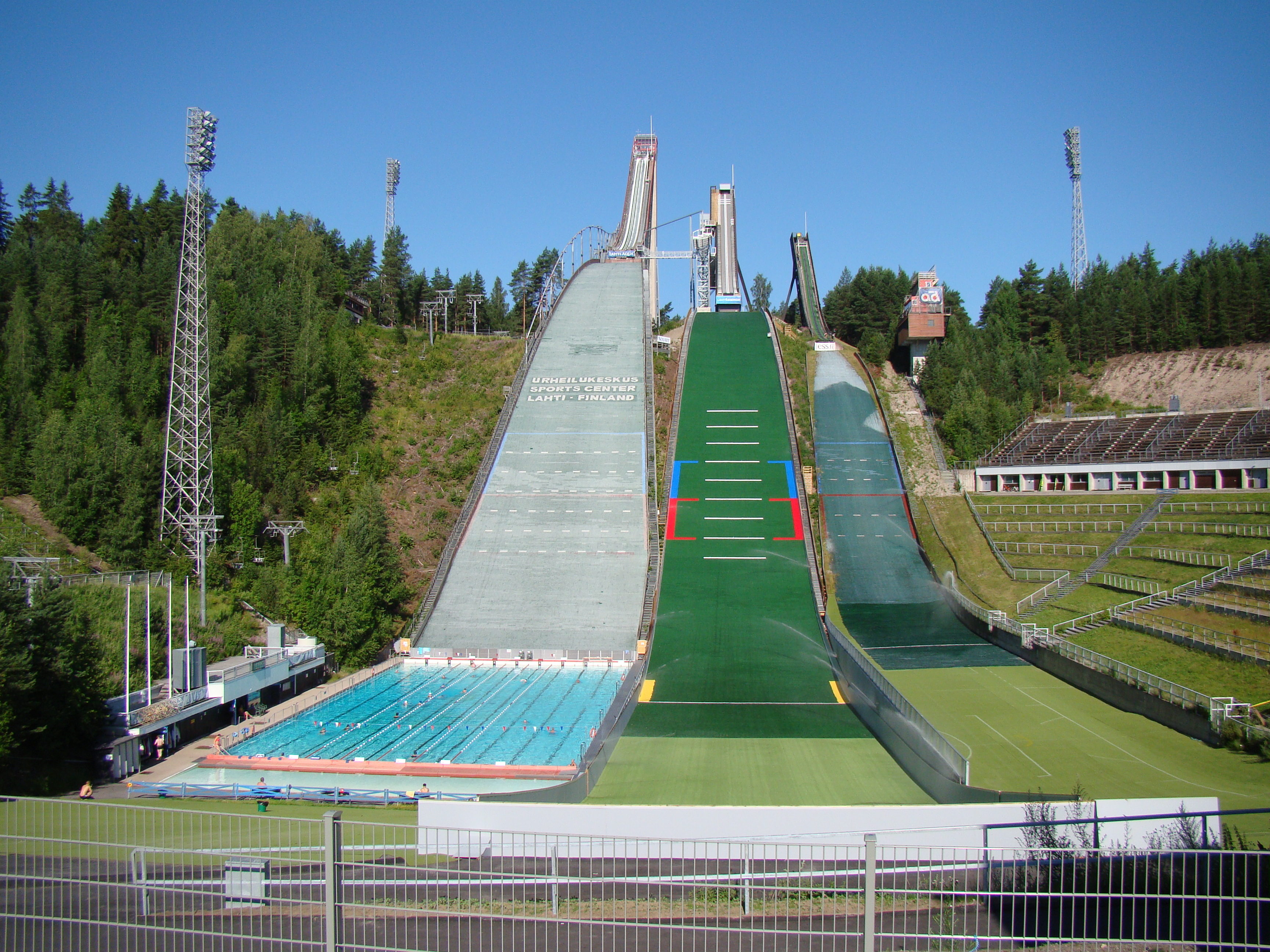
Schanzen im Sommer mit Schwimmbad (unten links)

Der Auslaufbereich der Großschanze wurde im Sommer als Schwimmbad genutzt, so dass Mattensprünge dann nur auf den kleineren Schanzen möglich waren. Im Sommer 2025 wurde das Bad aufgrund seines mittlerweile schlechten baulichen Zustandes dauerhaft geschlossen.

## Internationale Wettbewerbe
Genannt werden alle von der FIS organisierten Sprungwettbewerbe.
| Datum              | Kategorie                       | Schanze | 1. Platz                                                                                    | 2. Platz                                                                                 | 3. Platz                                                                                 |
| ------------------ | ------------------------------- | ------- | ------------------------------------------------------------------------------------------- | ---------------------------------------------------------------------------------------- | ---------------------------------------------------------------------------------------- |
| 4. Februar 1926    | Weltmeisterschaft               | K40     | Jacob Tullin Thams                                                                          | Otto Aasen                                                                               | Georg Østerholt                                                                          |
| 27. Februar 1938   | Weltmeisterschaft               | K90     | Asbjørn Ruud                                                                                | Stanisław Marusarz                                                                       | Hilmar Myhra                                                                             |
| 9. März 1958       | Weltmeisterschaft               | K90     | Juhani Kärkinen                                                                             | Ensio Hyytiä                                                                             | Helmut Recknagel                                                                         |
| 18. Februar 1978   | Weltmeisterschaft               | K70     | Matthias Buse                                                                               | Henry Glaß                                                                               | Alexei Borowitin                                                                         |
| 22. Februar 1978 1 | Weltmeisterschaft (inoffiziell) | K90     | DDRHarald Duschek Jochen Danneberg Henry Glaß Matthias Buse                                 | FinnlandJari Puikkonen Jouko Törmänen Pentti Kokkonen Tapio Räisänen                     | NorwegenRune Hauge Roger Ruud Tom Levorstad Per Bergerud                                 |
| 26. Februar 1978   | Weltmeisterschaft               | K90     | Tapio Räisänen                                                                              | Alois Lipburger                                                                          | Falko Weißpflog                                                                          |
| 8. März 1980       | Weltcup                         | K70     | Armin Kogler                                                                                | Hubert Neuper                                                                            | Jouko Törmänen                                                                           |
| 9. März 1980       | Weltcup                         | K90     | Steve Collins                                                                               | Jouko Törmänen                                                                           | Hubert Neuper                                                                            |
| 6. März 1981       | Weltcup                         | K70     | Jari Puikkonen                                                                              | Horst Bulau                                                                              | Pentti Kokkonen                                                                          |
| 7. März 1981       | Weltcup                         | K90     | Jari Puikkonen                                                                              | Matti Nykänen                                                                            | Horst Bulau                                                                              |
| 4. März 1982       | Weltcup                         | K70     | Ole Bremseth                                                                                | Pentti Kokkonen                                                                          | Horst Bulau                                                                              |
| 7. März 1982       | Weltcup                         | K90     | Wettkampf abgesagt                                                                          | Wettkampf abgesagt                                                                       | Wettkampf abgesagt                                                                       |
| 7. März 1982       | Weltcup                         | K70     | Ole Bremseth                                                                                | Matti Nykänen                                                                            | Alfred Groyer                                                                            |
| 4. März 1983       | Weltcup                         | K70     | Horst Bulau                                                                                 | Armin Kogler                                                                             | Pentti Kokkonen                                                                          |
| 6. März 1983       | Weltcup                         | K90     | Horst Bulau                                                                                 | Armin Kogler                                                                             | Matti Nykänen                                                                            |
| 2. März 1984       | Weltcup                         | K70     | Matti Nykänen                                                                               | Jari Puikkonen                                                                           | Andreas Bauer                                                                            |
| 4. März 1984       | Weltcup                         | K90     | Matti Nykänen                                                                               | Jari Puikkonen                                                                           | Pavel Ploc                                                                               |
| 1. März 1985       | Weltcup                         | K70     | Matti Nykänen                                                                               | Pavel Ploc                                                                               | Mike Holland                                                                             |
| 3. März 1985       | Weltcup                         | K90     | Andreas Felder                                                                              | Matti Nykänen                                                                            | Jari Puikkonen                                                                           |
| 1. März 1986       | Weltcup                         | K90     | Matti Nykänen                                                                               | Jari Puikkonen                                                                           | Ernst Vettori                                                                            |
| 2. März 1986       | Weltcup                         | K114    | Matti Nykänen                                                                               | Pekka Suorsa                                                                             | Jiří Parma                                                                               |
| 28. Februar 1987   | Weltcup                         | K90     | Ari-Pekka Nikkola                                                                           | Vladimír Podzimek                                                                        | Tuomo Ylipulli                                                                           |
| 1. März 1987       | Weltcup                         | K90     | Matti Nykänen                                                                               | Tuomo Ylipulli                                                                           | Ernst Vettori                                                                            |
| 4. März 1988       | Weltcup                         | K90     | Matti Nykänen                                                                               | Jan Boklöv                                                                               | Erik Johnsen                                                                             |
| 6. März 1988       | Weltcup                         | K114    | Matti Nykänen                                                                               | Jan Boklöv                                                                               | Erik Johnsen                                                                             |
| 20. Februar 1989   | Weltmeisterschaft               | K120    | Jari Puikkonen                                                                              | Jens Weißflog                                                                            | Matti Nykänen                                                                            |
| 26. Februar 1989   | Weltmeisterschaft               | K90     | Jens Weißflog                                                                               | Ari-Pekka Nikkola                                                                        | Heinz Kuttin                                                                             |
| 26. Februar 1989   | Weltmeisterschaft               | K120    | FinnlandAri-Pekka Nikkola Jari Puikkonen Matti Nykänen Risto Laakkonen                      | NorwegenMagne Johansen Clas Brede Bråthen Ole Gunnar Fidjestøl Jon Inge Kjørum           | TschechoslowakeiJiří Parma Martin Švagerko Ladislav Dluhoš Pavel Ploc                    |
| 3. März 1990       | FIS-Rennen                      | K120    | ÖsterreichWerner Haim Ernst Vettori Andreas Felder                                          | ItalienIvo Pertile Roberto Cecon Virginio Lunardi                                        | JapanMasahiko Harada Noriaki Kasai Manabu Nikaidō                                        |
| 3. März 1990       | Weltcup                         | K114    | Franz Neuländtner                                                                           | Virginio Lunardi                                                                         | Ari-Pekka Nikkola                                                                        |
| 4. März 1990       | Weltcup                         | K90     | Andreas Felder                                                                              | Virginio Lunardi                                                                         | Ari-Pekka Nikkola                                                                        |
| 2. März 1991       | Weltcup                         | K90     | Andreas Felder                                                                              | Heinz Kuttin                                                                             | Werner Haim                                                                              |
| 3. März 1991       | Weltcup                         | K114    | Andreas Felder                                                                              | Stefan Horngacher                                                                        | Dieter Thoma                                                                             |
| 29. Februar 1992   | Weltcup                         | K90     | Toni Nieminen                                                                               | Ernst Vettori                                                                            | Noriaki Kasai                                                                            |
| 1. März 1992       | Weltcup                         | K114    | Toni Nieminen                                                                               | Heinz Kuttin                                                                             | Andreas Felder                                                                           |
| 6. März 1993       | Weltcup                         | K90     | Noriaki Kasai                                                                               | Jaroslav Sakala                                                                          | Jiří Parma                                                                               |
| 7. März 1993       | Weltcup                         | K114    | Ivan Lunardi                                                                                | Stefan Horngacher                                                                        | Espen Bredesen                                                                           |
| 5. März 1994       | Weltcup                         | K90     | Jens Weißflog                                                                               | Christian Moser                                                                          | Noriaki Kasai                                                                            |
| 5. März 1994       | Weltcup                         | K114    | ÖsterreichStefan Horngacher Heinz Kuttin Christian Moser Andreas Goldberger                 | JapanKenji Suda Takanobu Okabe Jin’ya Nishikata Noriaki Kasai                            | NorwegenLasse Ottesen Bjørn Myrbakken Øyvind Berg Espen Bredesen                         |
| 6. März 1994       | Weltcup                         | K114    | Wettkampf abgesagt                                                                          | Wettkampf abgesagt                                                                       | Wettkampf abgesagt                                                                       |
| 17. Dezember 1994  | Continental Cup                 | K116    | Andreas Goldberger                                                                          | Kazuyoshi Funaki                                                                         | Nicolas Jean-Prost                                                                       |
| 18. Dezember 1994  | Continental Cup                 | K90     | Kazuyoshi Funaki                                                                            | Janne Ahonen                                                                             | Andreas Goldberger                                                                       |
| 28. Januar 1995    | Weltcup                         | K114    | Andreas Goldberger                                                                          | Jens Weißflog                                                                            | Jani Soininen                                                                            |
| 28. Januar 1995    | Weltcup                         | K114    | FinnlandMika Laitinen Ari-Pekka Nikkola Jani Soininen Janne Ahonen                          | ÖsterreichAndreas Widhölzl Christian Moser Reinhard Schwarzenberger Andreas Goldberger   | JapanNaoki Yasuzaki Jin’ya Nishikata Kazuyoshi Funaki Takanobu Okabe                     |
| 29. Januar 1995    | Weltcup                         | K114    | Jens Weißflog                                                                               | Jakub Sucháček                                                                           | Kazuyoshi Funaki                                                                         |
| 16. Dezember 1995  | Continental Cup                 | K90     | Kent Johanssen                                                                              | Jussi Hautamäki Janne Väätäinen                                                          |                                                                                          |
| 17. Dezember 1995  | Continental Cup                 | K90     | Kent Johanssen                                                                              | Tero Koponen                                                                             | Kjetil Moen                                                                              |
| 1. März 1996       | Weltcup                         | K90     | Masahiko Harada                                                                             | Mika Laitinen                                                                            | Adam Małysz Primož Peterka                                                               |
| 2. März 1996       | Weltcup                         | K115    | JapanMasahiko Harada Jin’ya Nishikata Takanobu Okabe Hiroya Saitō                           | DeutschlandChristof Duffner Ralph Gebstedt Dieter Thoma Jens Weißflog                    | ÖsterreichMartin Höllwarth Reinhard Schwarzenberger Stefan Horngacher Andreas Goldberger |
| 3. März 1996       | Weltcup                         | K115    | Masahiko Harada                                                                             | Primož Peterka                                                                           | Jani Soininen                                                                            |
| 8. März 1997       | Weltcup                         | K114    | FinnlandJanne Ahonen Mika Laitinen Ari-Pekka Nikkola Jani Soininen                          | ÖsterreichAndreas Widhölzl Martin Höllwarth Stefan Horngacher Andreas Goldberger         | NorwegenSimen Berntsen Håvard Lie Roar Ljøkelsøy Lasse Ottesen                           |
| 9. März 1997       | Weltcup                         | K114    | Andreas Widhölzl                                                                            | Pasi Kytösaho                                                                            | Jani Soininen Kazuyoshi Funaki                                                           |
| 19. Dezember 1997  | Continental Cup                 | K90     | Toni Nieminen                                                                               | Pasi Huttunen Falko Krismayr                                                             |                                                                                          |
| 20. Dezember 1997  | Continental Cup                 | K90     | Falko Krismayr                                                                              | Pasi Huttunen                                                                            | Stian Kvarstad                                                                           |
| 7. März 1998       | Weltcup                         | K114    | Janne Ahonen                                                                                | Andreas Widhölzl                                                                         | Kristian Brenden                                                                         |
| 8. März 1998       | Weltcup                         | K114    | Primož Peterka                                                                              | Jani Soininen                                                                            | Kristian Brenden                                                                         |
| 19. Dezember 1998  | Continental Cup                 | K116    | Wilhelm Brenna                                                                              | Janne Väätäinen                                                                          | Veli-Matti Lindström                                                                     |
| 20. Dezember 1998  | Continental Cup                 | K116    | Janne Väätäinen                                                                             | Veli-Matti Lindström                                                                     | Marius Småriset                                                                          |
| 6. März 1999       | Weltcup                         | K90     | Kazuyoshi Funaki                                                                            | Reinhard Schwarzenberger                                                                 | Sven Hannawald                                                                           |
| 18. Dezember 1999  | Continental Cup                 | K116    | Thomas Hörl                                                                                 | Kazuki Nishishita                                                                        | Lauri Hakola                                                                             |
| 19. Dezember 1999  | Continental Cup                 | K116    | Kazuki Nishishita                                                                           | Kimmo Yliriesto                                                                          | Grega Lang                                                                               |
| 3. März 2000       | Weltcup                         | K90     | Janne Ahonen                                                                                | Sven Hannawald                                                                           | Lasse Ottesen                                                                            |
| 4. März 2000       | Weltcup                         | K116    | FinnlandRisto Jussilainen Ville Kantee Jani Soininen Janne Ahonen                           | ÖsterreichAndreas Goldberger Stefan Horngacher Martin Höllwarth Andreas Widhölzl         | DeutschlandMichael Uhrmann Frank Löffler Sven Hannawald Martin Schmitt                   |
| 5. März 2000       | Weltcup                         | K116    | Martin Schmitt                                                                              | Janne Ahonen                                                                             | Andreas Goldberger                                                                       |
| 16. Dezember 2000  | Continental Cup                 | K116    | Wettkampf abgesagt                                                                          | Wettkampf abgesagt                                                                       | Wettkampf abgesagt                                                                       |
| 17. Dezember 2000  | Continental Cup                 | K116    | Wettkampf abgesagt                                                                          | Wettkampf abgesagt                                                                       | Wettkampf abgesagt                                                                       |
| 19. Februar 2001   | Weltmeisterschaft               | K116    | Martin Schmitt                                                                              | Adam Małysz                                                                              | Janne Ahonen                                                                             |
| 21. Februar 2001   | Weltmeisterschaft               | K116    | DeutschlandSven Hannawald Michael Uhrmann Alexander Herr Martin Schmitt                     | FinnlandRisto Jussilainen Jani Soininen Ville Kantee Janne Ahonen                        | ÖsterreichAndreas Goldberger Wolfgang Loitzl Martin Höllwarth Stefan Horngacher          |
| 23. Februar 2001   | Weltmeisterschaft               | K90     | Adam Małysz                                                                                 | Martin Schmitt                                                                           | Martin Höllwarth                                                                         |
| 25. Februar 2001   | Weltmeisterschaft               | K90     | ÖsterreichWolfgang Loitzl Andreas Goldberger Stefan Horngacher Martin Höllwarth             | FinnlandMatti Hautamäki Risto Jussilainen Ville Kantee Janne Ahonen                      | DeutschlandSven Hannawald Michael Uhrmann Alexander Herr Martin Schmitt                  |
| 15. Dezember 2001  | Continental Cup                 | K116    | Janne Ylijärvi                                                                              | Kimmo Yliriesto                                                                          | Janne Happonen                                                                           |
| 16. Dezember 2001  | Continental Cup                 | K116    | Janne Ylijärvi                                                                              | Pekka Salminen                                                                           | Kimmo Yliriesto                                                                          |
| 1. März 2002       | Weltcup                         | K116    | Martin Schmitt                                                                              | Adam Małysz                                                                              | Robert Kranjec                                                                           |
| 2. März 2002       | Weltcup                         | K116    | FinnlandMatti Hautamäki Veli-Matti Lindström Risto Jussilainen Janne Ahonen                 | SlowenienPrimož Peterka Igor Medved Robert Kranjec Peter Žonta                           | DeutschlandChristof Duffner Stephan Hocke Michael Uhrmann Martin Schmitt                 |
| 6. September 2002  | Grand Prix                      | K116    | Andreas Widhölzl                                                                            | Janne Ahonen                                                                             | Martin Koch                                                                              |
| 7. September 2002  | Grand Prix                      | K116    | Andreas Widhölzl                                                                            | Janne Ahonen                                                                             | Martin Höllwarth                                                                         |
| 14. Dezember 2002  | Continental Cup                 | K116    | Mathias Hafele                                                                              | Thomas Morgenstern                                                                       | Anders Bardal Lars Bystøl                                                                |
| 15. Dezember 2002  | Continental Cup                 | K116    | Thomas Morgenstern                                                                          | Mathias Hafele                                                                           | Christian Nagiller                                                                       |
| 14. März 2003      | Weltcup                         | K116    | Adam Małysz                                                                                 | Matti Hautamäki                                                                          | Sven Hannawald                                                                           |
| 15. März 2003      | Weltcup                         | K116    | Adam Małysz                                                                                 | Matti Hautamäki                                                                          | Tami Kiuru                                                                               |
| 6. Dezember 2003   | Continental Cup                 | HS130   | Wettkampf abgesagt                                                                          | Wettkampf abgesagt                                                                       | Wettkampf abgesagt                                                                       |
| 7. Dezember 2003   | Continental Cup                 | HS130   | Wettkampf abgesagt                                                                          | Wettkampf abgesagt                                                                       | Wettkampf abgesagt                                                                       |
| 6. März 2004       | Weltcup                         | HS130   | NorwegenBjørn Einar Romøren Sigurd Pettersen Tommy Ingebrigtsen Roar Ljøkelsøy              | FinnlandTami Kiuru Akseli Kokkonen Matti Hautamäki Janne Ahonen                          | JapanAkira Higashi Daiki Itō Hideharu Miyahira Noriaki Kasai                             |
| 7. März 2004       | Weltcup                         | HS130   | Bjørn Einar Romøren                                                                         | Roar Ljøkelsøy                                                                           | Janne Ahonen                                                                             |
| 8. Dezember 2004   | Continental Cup                 | HS130   | Roland Müller                                                                               | Risto Jussilainen                                                                        | Stefan Thurnbichler                                                                      |
| 9. Dezember 2004   | Continental Cup                 | HS130   | Mathias Hafele                                                                              | Balthasar Schneider                                                                      | Risto Jussilainen                                                                        |
| 5. März 2005       | Weltcup                         | HS130   | NorwegenBjørn Einar Romøren Henning Stensrud Daniel Forfang Roar Ljøkelsøy                  | FinnlandMatti Hautamäki Risto Jussilainen Jussi Hautamäki Janne Ahonen                   | ÖsterreichWolfgang Loitzl Florian Liegl Thomas Morgenstern Martin Höllwarth              |
| 6. März 2005       | Weltcup                         | HS130   | Matti Hautamäki                                                                             | Roar Ljøkelsøy                                                                           | Thomas Morgenstern                                                                       |
| 7. Dezember 2005   | Continental Cup                 | HS130   | Wettkampf abgesagt                                                                          | Wettkampf abgesagt                                                                       | Wettkampf abgesagt                                                                       |
| 8. Dezember 2005   | Continental Cup                 | HS130   | Wettkampf abgesagt                                                                          | Wettkampf abgesagt                                                                       | Wettkampf abgesagt                                                                       |
| 4. März 2006       | Weltcup                         | HS130   | ÖsterreichAndreas Widhölzl Andreas Kofler Martin Koch Thomas Morgenstern                    | NorwegenBjørn Einar Romøren Tommy Ingebrigtsen Lars Bystøl Roar Ljøkelsøy                | FinnlandJanne Happonen Risto Jussilainen Janne Ahonen Matti Hautamäki                    |
| 5. März 2006       | Weltcup                         | HS130   | Janne Happonen                                                                              | Jakub Janda                                                                              | Michael Uhrmann                                                                          |
| 10. März 2007      | Weltcup                         | HS130   | ÖsterreichMartin Höllwarth Gregor Schlierenzauer Andreas Kofler Thomas Morgenstern          | NorwegenTom Hilde Anders Bardal Anders Jacobsen Roar Ljøkelsøy                           | FinnlandHarri Olli Tami Kiuru Matti Hautamäki Janne Ahonen                               |
| 11. März 2007      | Weltcup                         | HS130   | Adam Małysz                                                                                 | Andreas Kofler                                                                           | Martin Schmitt                                                                           |
| 15. Dezember 2007  | Continental Cup                 | HS130   | Wettkampf abgesagt                                                                          | Wettkampf abgesagt                                                                       | Wettkampf abgesagt                                                                       |
| 16. Dezember 2007  | Continental Cup                 | HS130   | Wettkampf abgesagt                                                                          | Wettkampf abgesagt                                                                       | Wettkampf abgesagt                                                                       |
| 1. März 2008       | Junioren                        | HS70    | Sami Saapunki                                                                               | Klemens Murańka                                                                          | Jarkko Määttä                                                                            |
| 1. März 2008       | Weltcup                         | HS130   | Wettkampf abgesagt                                                                          | Wettkampf abgesagt                                                                       | Wettkampf abgesagt                                                                       |
| 2. März 2008       | Weltcup                         | HS130   | Wettkampf abgebrochen                                                                       | Wettkampf abgebrochen                                                                    | Wettkampf abgebrochen                                                                    |
| 7. März 2009       | Weltcup                         | HS130   | ÖsterreichWolfgang Loitzl Martin Koch Thomas Morgenstern Gregor Schlierenzauer              | FinnlandVille Larinto Kalle Keituri Harri Olli Matti Hautamäki                           | NorwegenAnders Bardal Tom Hilde Johan Remen Evensen Anders Jacobsen                      |
| 8. März 2009       | Weltcup                         | HS130   | Wettkampf abgesagt                                                                          | Wettkampf abgesagt                                                                       | Wettkampf abgesagt                                                                       |
| 8. März 2009       | Weltcup                         | HS97    | Gregor Schlierenzauer                                                                       | Simon Ammann                                                                             | Dmitri Wassiljew                                                                         |
| 8. März 2009       | Junioren                        | HS70    | Sami Saapunki                                                                               | Klemens Murańka                                                                          | Michael Zachrau                                                                          |
| 6. März 2010       | Weltcup                         | HS130   | NorwegenAnders Bardal Roar Ljøkelsøy Tom Hilde Anders Jacobsen                              | ÖsterreichWolfgang Loitzl Martin Koch Andreas Kofler Thomas Morgenstern                  | DeutschlandMichael Uhrmann Martin Schmitt Andreas Wank Michael Neumayer                  |
| 6. März 2010       | Junioren                        | HS70    | Kristjan Ilves                                                                              | Ilkka Herola                                                                             | Johann André Forfang                                                                     |
| 7. März 2010       | Weltcup                         | HS130   | Simon Ammann                                                                                | Adam Małysz                                                                              | Thomas Morgenstern                                                                       |
| 12. März 2011      | Weltcup                         | HS130   | ÖsterreichThomas Morgenstern Andreas Kofler Martin Koch Gregor Schlierenzauer               | NorwegenJohan Remen Evensen Anders Jacobsen Anders Bardal Tom Hilde                      | PolenTomasz Byrt Piotr Żyła Kamil Stoch Adam Małysz                                      |
| 13. März 2011      | Weltcup                         | HS130   | Simon Ammann                                                                                | Andreas Kofler                                                                           | Severin Freund                                                                           |
| 2. März 2012       | Junioren                        | HS70    | Wili Loukasmäki                                                                             | Einar Lurås Oftebro                                                                      | Niko Kytösaho                                                                            |
| 3. März 2012       | Weltcup                         | HS97    | ÖsterreichThomas Morgenstern Gregor Schlierenzauer Martin Koch Andreas Kofler               | DeutschlandAndreas Wank Maximilian Mechler Severin Freund Richard Freitag                | PolenMaciej Kot Klemens Murańka Aleksander Zniszczoł Kamil Stoch                         |
| 4. März 2012       | Weltcup                         | HS97    | Daiki Itō                                                                                   | Anders Bardal                                                                            | Lukáš Hlava                                                                              |
| 15. Dezember 2012  | Continental Cup                 | HS130   | Wettkampf wegen starken Windes abgesagt                                                     | Wettkampf wegen starken Windes abgesagt                                                  | Wettkampf wegen starken Windes abgesagt                                                  |
| 16. Dezember 2012  | Continental Cup                 | HS130   | Wettkampf wegen starken Windes abgesagt                                                     | Wettkampf wegen starken Windes abgesagt                                                  | Wettkampf wegen starken Windes abgesagt                                                  |
| 9. März 2013       | Weltcup                         | HS130   | DeutschlandAndreas Wank Michael Neumayer Severin Freund Richard Freitag                     | NorwegenRune Velta Andreas Stjernen Anders Jacobsen Anders Bardal                        | PolenMaciej Kot Piotr Żyła Krzysztof Miętus Kamil Stoch                                  |
| 10. März 2013      | Weltcup                         | HS130   | Richard Freitag                                                                             | Anders Bardal                                                                            | Anders Jacobsen Severin Freund                                                           |
| 20. Dezember 2013  | Continental Cup                 | HS130   | Michael Hayböck                                                                             | Jernej Damjan                                                                            | Nejc Dežman                                                                              |
| 21. Dezember 2013  | Continental Cup                 | HS130   | Michael Hayböck                                                                             | Manuel Fettner                                                                           | Jernej Damjan                                                                            |
| 15. Februar 2014   | Continental Cup                 | HS100   | Juliane Seyfarth                                                                            | Anna Häfele                                                                              | Anna Odine Strøm                                                                         |
| 16. Februar 2014   | Continental Cup                 | HS100   | Anna Häfele                                                                                 | Juliane Seyfarth                                                                         | Sofja Tichonowa                                                                          |
| 28. Februar 2014   | Weltcup                         | HS130   | Severin Freund                                                                              | Stefan Kraft                                                                             | Kamil Stoch                                                                              |
| 1. März 2014       | Weltcup                         | HS130   | ÖsterreichThomas Diethart Stefan Kraft Michael Hayböck Gregor Schlierenzauer                | DeutschlandAndreas Wank Marinus Kraus Andreas Wellinger Severin Freund                   | NorwegenAnders Fannemel Andreas Stjernen Rune Velta Anders Bardal                        |
| 2. März 2014       | Weltcup                         | HS130   | Kamil Stoch                                                                                 | Severin Freund                                                                           | Gregor Schlierenzauer                                                                    |
| 14. Februar 2015   | Continental Cup                 | HS130   | Halvor Egner Granerud                                                                       | Anže Lanišek                                                                             | Janne Ahonen                                                                             |
| 15. Februar 2015   | Continental Cup                 | HS130   | Anže Lanišek                                                                                | Maciej Kot                                                                               | Karl Geiger                                                                              |
| 7. März 2015       | Weltcup                         | HS130   | NorwegenAnders Bardal Anders Jacobsen Anders Fannemel Rune Velta                            | DeutschlandRichard Freitag Marinus Kraus Markus Eisenbichler Severin Freund              | JapanShōhei Tochimoto Taku Takeuchi Daiki Itō Noriaki Kasai                              |
| 8. März 2015       | Weltcup                         | HS130   | Stefan Kraft                                                                                | Severin Freund                                                                           | Anders Fannemel                                                                          |
| 19. Februar 2016   | Weltcup                         | HS100   | Sara Takanashi                                                                              | Maja Vtič                                                                                | Yūki Itō                                                                                 |
| 19. Februar 2016   | Weltcup                         | HS130   | Michael Hayböck                                                                             | Daniel-André Tande                                                                       | Severin Freund                                                                           |
| 21. Februar 2016   | Weltcup                         | HS100   | Michael Hayböck                                                                             | Karl Geiger                                                                              | Taku Takeuchi                                                                            |
| 24. Februar 2017   | Weltmeisterschaft               | HS100   | Carina Vogt                                                                                 | Yūki Itō                                                                                 | Sara Takanashi                                                                           |
| 25. Februar 2017   | Weltmeisterschaft               | HS100   | Stefan Kraft                                                                                | Andreas Wellinger                                                                        | Markus Eisenbichler                                                                      |
| 26. Februar 2017   | Weltmeisterschaft               | HS100   | DeutschlandCarina Vogt Markus Eisenbichler Svenja Würth Andreas Wellinger                   | ÖsterreichDaniela Iraschko-Stolz Michael Hayböck Jacqueline Seifriedsberger Stefan Kraft | JapanSara Takanashi Taku Takeuchi Yūki Itō Daiki Itō                                     |
| 2. März 2017       | Weltmeisterschaft               | HS130   | Stefan Kraft                                                                                | Andreas Wellinger                                                                        | Piotr Żyła                                                                               |
| 4. März 2017       | Weltmeisterschaft               | HS130   | PolenPiotr Żyła Dawid Kubacki Maciej Kot Kamil Stoch                                        | NorwegenAnders Fannemel Johann André Forfang Daniel-André Tande Andreas Stjernen         | ÖsterreichMichael Hayböck Manuel Fettner Gregor Schlierenzauer Stefan Kraft              |
| 3. März 2018       | Weltcup                         | HS130   | DeutschlandKarl Geiger Markus Eisenbichler Richard Freitag Andreas Wellinger                | PolenMaciej Kot Stefan Hula Dawid Kubacki Kamil Stoch                                    | NorwegenAndreas Stjernen Daniel-André Tande Johann André Forfang Robert Johansson        |
| 4. März 2018       | Weltcup                         | HS130   | Kamil Stoch                                                                                 | Markus Eisenbichler                                                                      | Stefan Kraft                                                                             |
| 15. Dezember 2018  | Continental Cup                 | HS130   | Robin Pedersen                                                                              | Aleksander Zniszczoł                                                                     | Robert Kranjec                                                                           |
| 16. Dezember 2018  | Continental Cup                 | HS130   | Robin Pedersen                                                                              | Felix Hoffmann                                                                           | Martin Hamann                                                                            |
| 24. Januar 2019    | Junioren-WM                     | HS100   | Anna Schpynjowa                                                                             | Lidija Jakowlewa                                                                         | Lara Malsiner                                                                            |
| 24. Januar 2019    | Junioren-WM                     | HS100   | Thomas Aasen Markeng                                                                        | Luca Roth                                                                                | Sergei Tkatschenko                                                                       |
| 26. Januar 2019    | Junioren-WM                     | HS100   | RusslandMarija Jakowlewa Alexandra Baranzewa Anna Schpynjowa Lidija Jakowlewa               | DeutschlandJenny Nowak Josephin Laue Selina Freitag Agnes Reisch                         | ÖsterreichMarita Kramer Lisa Hirner Claudia Purker Lisa Eder                             |
| 26. Januar 2019    | Junioren-WM                     | HS100   | DeutschlandLuca Roth Kilian Märkl Philipp Raimund Constantin Schmid                         | NorwegenFredrik Villumstad Anders Ladehaug Sander Vossan Eriksen Thomas Aasen Markeng    | SlowenienAljaž Osterc Jan Bombek Jernej Presečnik Žak Mogel                              |
| 27. Januar 2019    | Junioren-WM                     | HS100   | RusslandAnna Schpynjowa Michail Purtow Lidija Jakowlewa Maxim Sergejew                      | NorwegenIngebjørg Saglien Bråten Fredrik Villumstad Silje Opseth Thomas Aasen Markeng    | DeutschlandAgnes Reisch Luca Roth Selina Freitag Constantin Schmid                       |
| 9. Februar 2019    | Weltcup                         | HS130   | ÖsterreichPhilipp Aschenwald Gregor Schlierenzauer Michael Hayböck Stefan Kraft             | DeutschlandKarl Geiger Richard Freitag Andreas Wellinger Stephan Leyhe                   | JapanYukiya Satō Daiki Itō Junshirō Kobayashi Ryōyū Kobayashi                            |
| 10. Februar 2019   | Weltcup                         | HS130   | Kamil Stoch                                                                                 | Ryōyū Kobayashi                                                                          | Robert Johansson                                                                         |
| 28. Februar 2020   | Weltcup                         | HS130   | Stefan Kraft                                                                                | Karl Geiger                                                                              | Daniel-André Tande                                                                       |
| 29. Februar 2020   | Weltcup                         | HS130   | DeutschlandConstantin Schmid Pius Paschke Stephan Leyhe Karl Geiger                         | SlowenienCene Prevc Timi Zajc Peter Prevc Anže Lanišek                                   | ÖsterreichPhilipp Aschenwald Stefan Huber Michael Hayböck Stefan Kraft                   |
| 1. März 2020       | Weltcup                         | HS130   | Karl Geiger                                                                                 | Stefan Kraft                                                                             | Michael Hayböck                                                                          |
| 7. März 2020       | Continental Cup                 | HS130   | Clemens Leitner                                                                             | Lovro Kos                                                                                | Bor Pavlovčič                                                                            |
| 8. März 2020       | Continental Cup                 | HS130   | Clemens Leitner                                                                             | Lovro Kos                                                                                | Paweł Wąsek                                                                              |
| 23. Januar 2021    | Weltcup                         | HS130   | NorwegenMarius Lindvik Daniel-André Tande Robert Johansson Halvor Egner Granerud            | PolenPiotr Żyła Andrzej Stękała Kamil Stoch Dawid Kubacki                                | DeutschlandPius Paschke Martin Hamann Markus Eisenbichler Karl Geiger                    |
| 24. Januar 2021    | Weltcup                         | HS130   | Robert Johansson                                                                            | Markus Eisenbichler                                                                      | Karl Geiger                                                                              |
| 6. Februar 2021    | FIS Cup                         | HS100   | Hannes Landerer                                                                             | Dominik Peter                                                                            | Maximilian Ortner                                                                        |
| 7. Februar 2021    | FIS Cup                         | HS100   | Dominik Peter                                                                               | Maximilian Ortner                                                                        | Žak Mogel                                                                                |
| 11. Februar 2021   | Junioren-WM                     | HS100   | Thea Minyan Bjørseth                                                                        | Joséphine Pagnier                                                                        | Jerneja Brecl                                                                            |
| 11. Februar 2021   | Junioren-WM                     | HS100   | Niklas Bachlinger                                                                           | David Haagen                                                                             | Dominik Peter                                                                            |
| 12. Februar 2021   | Junioren-WM                     | HS100   | ÖsterreichDavid Haagen Daniel Tschofenig Elias Medwed Niklas Bachlinger                     | SlowenienŽak Mogel Jan Bombek Rok Masle Jernej Presečnik                                 | RusslandIlja Mankow Maxim Kolobow Danil Sadrejew Michail Purtow                          |
| 12. Februar 2021   | Junioren-WM                     | HS100   | ÖsterreichHannah Wiegele Vanessa Moharitsch Julia Mühlbacher Lisa Eder                      | RusslandAnna Schpynjowa Alexandra Baranzewa Anastassija Subbotina Irma Machinja          | SlowenienNika Prevc Nika Vetrih Jerneja Repinc Zupančič Jerneja Brecl                    |
| 25. Februar 2022   | Weltcup                         | HS130   | Stefan Kraft                                                                                | Halvor Egner Granerud                                                                    | Piotr Żyła                                                                               |
| 26. Februar 2022   | Weltcup                         | HS130   | ÖsterreichJan Hörl Clemens Aigner Ulrich Wohlgenannt Stefan Kraft                           | SlowenienŽiga Jelar Cene Prevc Timi Zajc Peter Prevc                                     | DeutschlandConstantin Schmid Severin Freund Markus Eisenbichler Karl Geiger              |
| 27. Februar 2022   | Weltcup                         | HS130   | Halvor Egner Granerud Ryōyū Kobayashi                                                       |                                                                                          | Stefan Kraft                                                                             |
| 5. März 2022       | Continental Cup                 | HS130   | Thomas Lackner                                                                              | Aleksander Zniszczoł                                                                     | Maciej Kot                                                                               |
| 6. März 2022       | Continental Cup                 | HS130   | Michael Hayböck                                                                             | Andrzej Stękała                                                                          | Thomas Lackner                                                                           |
| 23. März 2022      | EYOF                            | HS100   | Jonas Schuster                                                                              | Jan Habdas                                                                               | Ben Bayer                                                                                |
| 24. März 2022      | EYOF                            | HS100   | Nika Prevc                                                                                  | Nora Midtsundstad                                                                        | Sina Arnet                                                                               |
| 24. März 2022      | EYOF                            | HS100   | ÖsterreichLouis Obersteiner André Fussenegger Raffael Zimmermann Jonas Schuster             | PolenTymoteusz Amilkiewicz Klemens Joniak Marcin Wróbel Jan Habdas                       | DeutschlandAdrian Tittel Jannik Faißt Simon Steinbeißer Ben Bayer                        |
| 25. März 2022      | EYOF                            | HS100   | SlowenienTinkara Komar Gorazd Završnik Nika Prevc Maksim Bartolj                            | ÖsterreichJulia Mühlbacher Louis Obersteiner Sophie Kothbauer Jonas Schuster             | SchweizSina Arnet Yanick Wasser Emely Torazza Lean Niederberger                          |
| 17. März 2023      | Continental Cup                 | HS130   | Ringo Miyajima                                                                              | Katarina Pirnovar                                                                        | Kjersti Græsli                                                                           |
| 17. März 2023      | Continental Cup                 | HS130   | Ringo Miyajima                                                                              | Michelle Göbel                                                                           | Kjersti Græsli                                                                           |
| 18. März 2023      | Continental Cup                 | HS130   | Clemens Leitner                                                                             | Matija Vidic                                                                             | Martin Hamann                                                                            |
| 19. März 2023      | Continental Cup                 | HS130   | Clemens Leitner                                                                             | Martin Hamann                                                                            | Markus Müller                                                                            |
| 24. März 2023      | Weltcup                         | HS130   | Yūki Itō                                                                                    | Anna Odine Strøm                                                                         | Katharina Althaus                                                                        |
| 25. März 2023      | Weltcup                         | HS130   | ÖsterreichDaniel Tschofenig Michael Hayböck Jan Hörl Stefan Kraft                           | SlowenienLovro Kos Domen Prevc Timi Zajc Anže Lanišek                                    | PolenPiotr Żyła Paweł Wąsek Aleksander Zniszczoł Kamil Stoch                             |
| 26. März 2023 2    | Weltcup                         | HS130   | Ryōyū Kobayashi                                                                             | Stefan Kraft                                                                             | Karl Geiger                                                                              |
| 1. März 2024       | Weltcup                         | HS130   | Nika Križnar                                                                                | Jacqueline Seifriedsberger                                                               | Eva Pinkelnig                                                                            |
| 1. März 2024       | Weltcup                         | HS130   | Lovro Kos                                                                                   | Andreas Wellinger                                                                        | Ryōyū Kobayashi                                                                          |
| 2. März 2024       | Weltcup                         | HS130   | NorwegenJohann André Forfang Halvor Egner Granerud Kristoffer Eriksen Sundal Marius Lindvik | ÖsterreichDaniel Tschofenig Stephan Embacher Jan Hörl Stefan Kraft                       | DeutschlandPius Paschke Stephan Leyhe Philipp Raimund Andreas Wellinger                  |
| 3. März 2024       | Weltcup                         | HS130   | Jan Hörl                                                                                    | Peter Prevc                                                                              | Aleksander Zniszczoł                                                                     |
| 8. März 2024       | Interkontinental Cup            | HS130   | Tina Erzar                                                                                  | Hannah Wiegele                                                                           | Katharina Ellmauer                                                                       |
| 9. März 2024       | Interkontinental Cup            | HS130   | Tina Erzar                                                                                  | Hannah Wiegele                                                                           | Katharina Ellmauer                                                                       |
| 9. März 2024       | Continental Cup                 | HS130   | Žak Mogel                                                                                   | Markus Eisenbichler                                                                      | Maximilian Ortner                                                                        |
| 10. März 2024      | Continental Cup                 | HS130   | Markus Eisenbichler                                                                         | Maximilian Ortner                                                                        | Stephan Embacher                                                                         |
| 14. März 2025      | Interkontinental Cup            | HS130   | Emely Torazza                                                                               | Tina Erzar                                                                               | Chiara Kreuzer                                                                           |
| 15. März 2025      | Interkontinental Cup            | HS130   | Emely Torazza                                                                               | Yūka Setō                                                                                | Yuzuki Satō                                                                              |
| 15. März 2025      | Continental Cup                 | HS130   | Kasperi Valto                                                                               | Markus Müller                                                                            | Jonas Schuster                                                                           |
| 16. März 2025      | Continental Cup                 | HS130   | Markus Müller                                                                               | Piotr Żyła                                                                               | Žiga Jelar                                                                               |
| 20. März 2025      | Weltcup                         | HS130   | Nika Prevc                                                                                  | Selina Freitag                                                                           | Alexandria Loutitt                                                                       |
| 21. März 2025      | Weltcup                         | HS130   | Nika Prevc                                                                                  | Selina Freitag                                                                           | Ema Klinec                                                                               |
| 22. März 2025      | Weltcup                         | HS130   | Anže Lanišek                                                                                | Stefan Kraft                                                                             | Paweł Wąsek                                                                              |
| 23. März 2025      | Weltcup                         | HS130   | SlowenienLovro Kos Anže Lanišek                                                             | ÖsterreichManuel Fettner Stefan Kraft                                                    | JapanRen Nikaidō Ryōyū Kobayashi                                                         |